# 米斯洛瓦 (沃洛奇斯克區)
49°30′22″N 26°9′32″E / 49.50611°N 26.15889°E
米斯洛瓦（烏克蘭語：Мислова）是位於烏克蘭西部的村莊，由赫梅利尼茨基州裡赫梅利尼茨基區的沃洛奇斯克市鎮負責管轄。該村面積1.08平方公里，2022年人口260，人口密度每平方公里339.2人。